# 56. Nemzetközi Matematikai Diákolimpia
Az 56. Nemzetközi Matematikai Diákolimpiát (IMO 2015) Thaiföldön, Csiangmajban rendezték 2015. július 4-étől 16-ig. Száznégy ország 577 versenyzője vett részt. A magyar csapat három ezüst- és három bronzéremmel 20-21. lett az országok közötti pontversenyben.

## Országok eredményei pont szerint
Országonként elérhető maximális pontszám 252 pont volt. Az első 20 helyezett eredményei:
|     | Ország        | Pont | Arany | Ezüst | Bronz | D |
| --- | ------------- | ---- | ----- | ----- | ----- | - |
| 1.  | USA           | 185  | 5     | 1     | 0     | 0 |
| 2.  | Kína          | 181  | 4     | 2     | 0     | 0 |
| 3.  | Dél-Korea     | 161  | 3     | 1     | 2     | 0 |
| 4.  | Észak-Korea   | 156  | 3     | 3     | 0     | 0 |
| 5.  | Vietnám       | 151  | 2     | 3     | 1     | 0 |
| 6.  | Ausztrália    | 148  | 2     | 4     | 0     | 0 |
| 7.  | Irán          | 145  | 3     | 2     | 1     | 0 |
| 8.  | Oroszország   | 141  | 0     | 6     | 0     | 0 |
| 9.  | Kanada        | 140  | 2     | 0     | 4     | 0 |
| 10. | Szingapúr     | 139  | 1     | 4     | 1     | 0 |
| 11. | Ukrajna       | 135  | 2     | 3     | 1     | 0 |
| 12. | Thaiföld      | 134  | 2     | 3     | 1     | 0 |
| 13. | Románia       | 132  | 1     | 4     | 1     | 0 |
| 14. | Franciaország | 120  | 0     | 3     | 3     | 0 |
| 15. | Horvátország  | 119  | 1     | 3     | 1     | 0 |
| 16. | Peru          | 118  | 2     | 2     | 1     | 0 |
| 17. | Lengyelország | 117  | 1     | 1     | 4     | 0 |
| 18. | Tajvan        | 115  | 0     | 4     | 1     | 1 |
| 19. | Mexikó        | 114  | 1     | 2     | 3     | 0 |
| 20. | Magyarország  | 113  | 0     | 3     | 3     | 0 |
| 20. | Törökország   | 113  | 0     | 5     | 0     | 0 |

## A magyar csapat
Az egyénileg elérhető maximális pontszám 42 volt. A magyar csapat tagjai:
| Név              | Évfolyam | Iskola                                                          | Város    | Pontszám | Díj   |
| ---------------- | -------- | --------------------------------------------------------------- | -------- | -------- | ----- |
| Williams Kada    | 10.      | Radnóti Miklós Kísérleti Gimnázium                              | Szeged   | 25       | Ezüst |
| Szabó Barnabás   | 11.      | Budapesti Fazekas Mihály Gyakorló Általános Iskola és Gimnázium | Budapest | 22       | Ezüst |
| Fehér Zsombor    | 12.      | Budapesti Fazekas Mihály Gyakorló Általános Iskola és Gimnázium | Budapest | 21       | Ezüst |
| Janzer Barnabás  | 12.      | Budapesti Fazekas Mihály Gyakorló Általános Iskola és Gimnázium | Budapest | 16       | Bronz |
| Baran Zsuzsanna  | 10.      | Fazekas Mihály Gimnázium                                        | Debrecen | 15       | Bronz |
| Di Giovanni Márk | 12.      | Révai Miklós Gimnázium                                          | Győr     | 14       | Bronz |

Fehér Zsombor harmadszor, Di Giovanni Márk és Janzer Barnabás másodszor vett részt a diákolimpián.
A csapat vezetője Pelikán József, helyettes vezetője Dobos Sándor.

## Külső hivatkozások
- A verseny hivatalos honlapja Archiválva 2018. augusztus 10-i dátummal a Wayback Machine-ben
- A Nemzetközi Matematikai Diákolimpia hivatalos honlapja
- A diákolimpia országonkénti és egyéni eredményei a hivatalos honlapon.